# Yvonne Craig
Yvonne Joyce Craig (Taylorville, 16 de maio de 1937 – Los Angeles, 17 de agosto de 2015) foi uma atriz e dançarina estadunidense. 
Na década de 1950, integrou o corpo de dança do Ballet Russe de Monte Carlo e em 1959 estreou no cinema no filme The Young Land. Ganhou destaque no meio artístico pelos papeis de: Barbara Gordon / Batgirl no seriado de TV da década de 60, Batman; a escrava de Orión do seriado Jornada nas Estrelas (também da década de 60): Viagem ao Fundo do Mar (a fotógrafa na 1ª temporada); e suas participações ao lado de Elvis Presley nos filmes Ruivas, Loiras e Morenas e Com Caipira Não Se Brinca.
A melhor fase de sua carreira foi na década de 1960. Já na década seguinte, fez alguns papeis secundários em seriados na TV, foi quando deixou de lado as atuações para tornar-se produtora de espetáculos e empresária do ramo imobiliário, trabalhando como atriz em poucas oportunidades.
Entre 2009 e 2011, trabalhou na animação Olivia (do canal Nickelodeon), fazendo a voz da personagem Grandma.
Yvonne Craig faleceu em 17 de agosto de 2015, aos 78 anos, em sua casa, Pacific Palisades, Los Angeles, California, em decorrência de um câncer de mama que causou metástase no fígado.

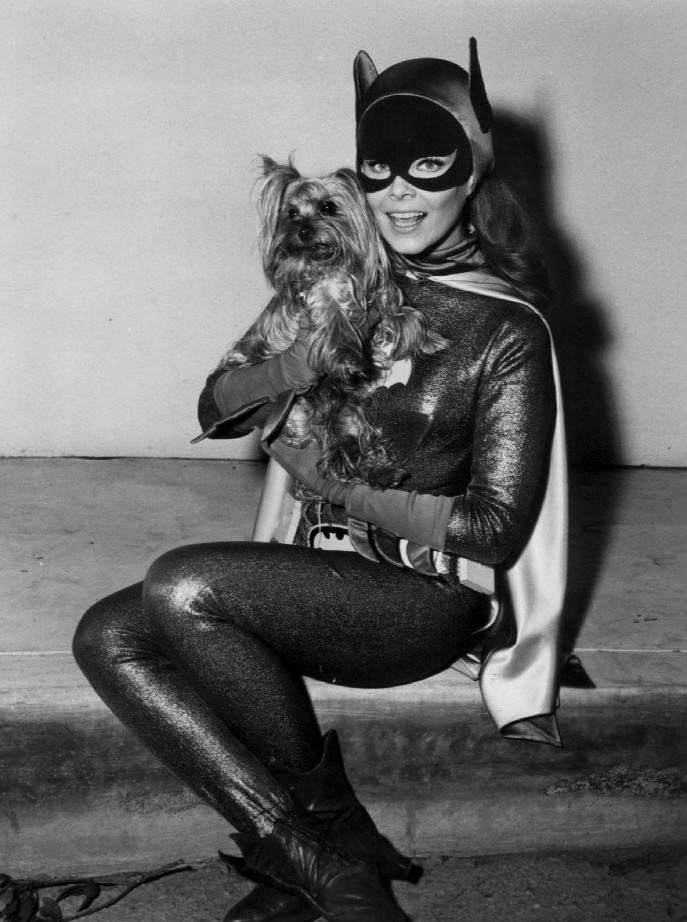
Yvonne Craig no papel de Batgirl em 1968